# Bahnstrecke Vierzon–Saincaize
| Unterwegshalt Bengy vor der Elektrifizierung mit TER X72500 |                                       | | |
| Streckennummer (SNCF): | 690 000                               | | |
| Streckenlänge: | 87,194 km                             | | |
| Spurweite: | 1435 mm (Normalspur)                  | | |
| Stromsystem: | 1997: Vierzon–Bourges 1,5 kV =        | | |
| Stromsystem: | 2011: Bourges–Saincaize 25 kV 50 Hz ~ | | |
| Maximale Neigung: | 6 ‰                                   | | |
| Zweigleisigkeit: | ja                                    | | |
| |                                       | | |
| \| \| \| Bahnstrecke Vierzon–Saint-Pierre-des-Corps v. St-Pierre-d-C. \| \| \| \| \| Bahnstrecke Orléans–Montauban v. Paris-Austerlitz \| \| \| \| 201,1 \| Vierzon-Ville \| 122 m \| \| \| \| Tramways de l’Indre nach Issoudun \| \| \| \| 202,1 \| Tunnel de Vierzon (222 m) \| Tunnel de Vierzon (222 m) \| \| \| \| \| \| \| \| \| Société générale des chemins de fer économiques n. St-Satur \| \| \| \| \| \| \| \| \| \| \| \| \| \| 203,8 \| und D 2076 (ehem. Route nationale 76) (2×) Yèvre (13 m + 33 m) \| und D 2076 (ehem. Route nationale 76) (2×) Yèvre (13 m + 33 m) \| \| \| \| \| \| \| \| 204,2 \| Canal de Berry (7 m) \| Canal de Berry (7 m) \| \| \| 204,7 204,9 \| Vierzon-Forges (Keilbahnhof) \| 104 m \| \| \| \| Bahnstrecke Orléans–Montauban nach Montauban \| \| \| \| 211,0 \| Foëcy \| 116 m \| \| \| 213,1 \| A 71 (40 m) \| A 71 (40 m) \| \| \| 216,3 \| Mehun-sur-Yèvre \| 120 m \| \| \| 223,9 \| Marmagne \| 121 m \| \| \| \| \| \| \| \| 225,6 \| Abzw. Pont-Vert (auch Abzw. Marmagne) Bahnstrecke Bourges–Miécaze von/n. Montluçon \| Abzw. Pont-Vert (auch Abzw. Marmagne) Bahnstrecke Bourges–Miécaze von/n. Montluçon \| \| \| \| \| \| \| \| 226,7 \| Canal de Berry (7 m) \| Canal de Berry (7 m) \| \| \| 227,2 \| Yèvre (30 m) \| Yèvre (30 m) \| \| \| ~231,9 \| D 2076 (ehem. RN 76 und RN 144) \| D 2076 (ehem. RN 76 und RN 144) \| \| \| \| \| \| \| \| 232,3 \| SE nach Saint-Amand-Montrond (Meterspur) und Bahnstrecke Auxy-Juranville–Bourges von Auxy-Juranville \| SE nach Saint-Amand-Montrond (Meterspur) und Bahnstrecke Auxy-Juranville–Bourges von Auxy-Juranville \| \| \| \| \| \| \| \| 232,8 \| Bourges \| 130 m \| \| \| ~233,3 \| RN 151 \| RN 151 \| \| \| ~233,5 \| ehem. RN 140 und RN 151 (heute Fußgängerpassarelle) \| ehem. RN 140 und RN 151 (heute Fußgängerpassarelle) \| \| \| \| mehrere Werksanschlüsse \| \| \| \| 236,1 \| Stromsystemtrennung 1,5 kV = / 25 kV – 50 Hz ~ \| Stromsystemtrennung 1,5 kV = / 25 kV – 50 Hz ~ \| \| \| 239,7 \| Saint-Germain-du-Puy (Keilbahnhof) \| 139 m \| \| \| \| Bahnstrecke St-Germain–Cosne-Cours-s-L. n. Cosne \| \| \| \| 242,8 \| Moulins-sur-Yèvre \| 140 m \| \| \| \| Gleisanschl. Landwirtschaftl. Betrieb \| \| \| \| 245,1 \| Yèvre (15 m) \| Yèvre (15 m) \| \| \| 249,8 \| Flugfeld Avord \| Flugfeld Avord \| \| \| 249,0 \| Savigny-en-Septaine \| 149 m \| \| \| 254,7 \| Avord \| 171 m \| \| \| ~257,9 \| Gleisanschl. Landwirtschaftl. Betrieb Epis \| Gleisanschl. Landwirtschaftl. Betrieb Epis \| \| \| ~260,8 \| D 976 (ehem. RN 76) \| D 976 (ehem. RN 76) \| \| \| 263,1 \| Bengy \| 186 m \| \| \| ~267,4 \| D 976 (ehem. RN 76) \| D 976 (ehem. RN 76) \| \| \| 268,9 \| Nérondes \| 198 m \| \| \| \| Gleisanschl. Landwirtschaftl. Betrieb \| \| \| \| 273,0 \| Tendron \| 216 m \| \| \| 273,3 \| Tunnel du Boubard (590 m) \| Tunnel du Boubard (590 m) \| \| \| 280,7 \| Aubois (12 m) \| Aubois (12 m) \| \| \| 280,8 \| Canal de Berry (8 m) \| Canal de Berry (8 m) \| \| \| ~281,1 \| D 920 (ehem. RN 720) \| D 920 (ehem. RN 720) \| \| \| \| \| \| \| \| 281,4 \| La Guerche-sur-l’Aubois und SE nach Saint-Amand-Montrond (Meterspur) \| 190 m \| \| \| \| \| \| \| \| \| \| \| \| \| \| Werksanschl. Massey \| \| \| \| \| \| \| \| \| 282,0 \| Bahnstrecke La Guerche-sur-l’Aubois–Marseille-lès-Aubigny nach Marseilles-lès-Aubigny und Argent-sur-Sauldre (SE)[1] \| Bahnstrecke La Guerche-sur-l’Aubois–Marseille-lès-Aubigny nach Marseilles-lès-Aubigny und Argent-sur-Sauldre (SE)[1] \| \| \| \| \| \| \| \| 290,3 \| Le Guétin \| 181 m \| \| \| ~290,6 \| Canal latéral à la Loire \| Canal latéral à la Loire \| \| \| 291,0 \| Allier (Viaduc du Guétin, 332 m); Département Cher / Nièvre \| Allier (Viaduc du Guétin, 332 m); Département Cher / Nièvre \| \| \| \| Bahnstrecke Moret-Veneux-les-Sablons–Lyon-Perrache \| \| \| \| 291,8 \| Saincaize \| 182 m \| \| \| \| Bahnstrecke Moret-Veneux-les-Sablons–Lyon-Perrache n. Lyon \| \| |                                       | | |
| Strecke |                                       | Bahnstrecke Vierzon–Saint-Pierre-des-Corps v. St-Pierre-d-C.                                                      | Bahnstrecke Vierzon–Saint-Pierre-des-Corps v. St-Pierre-d-C.                                                      |
| Abzweig geradeaus und von links |                                       | Bahnstrecke Orléans–Montauban v. Paris-Austerlitz                                                                 | Bahnstrecke Orléans–Montauban v. Paris-Austerlitz                                                                 |
| U-Bahn-Kopfbahnhof Streckenanfang · Bahnhof | 201,1                                 | Vierzon-Ville | 122 m |
| U-Bahn-Strecke quer · U-Bahn-Abzweig geradeaus und nach rechts · Strecke |                                       | Tramways de l’Indre nach Issoudun                                                                                 | Tramways de l’Indre nach Issoudun                                                                                 |
| Tunnel | 202,1                                 | Tunnel de Vierzon (222 m)                                                                                         | Tunnel de Vierzon (222 m)                                                                                         |
| |                                       | | |
| Kreuzung mit U-Bahn Anfang Hochstrecke (Querstrecke außer Betrieb) · U-Bahn-Strecke quer |                                       | Société générale des chemins de fer économiques n. St-Satur                                                       | Société générale des chemins de fer économiques n. St-Satur                                                       |
| |                                       | | |
| |                                       | | |
| | 203,8                                 | und D 2076 (ehem. Route nationale 76) (2×) Yèvre (13 m + 33 m)                                                    | und D 2076 (ehem. Route nationale 76) (2×) Yèvre (13 m + 33 m)                                                    |
| |                                       | | |
| Brücke über Wasserlauf | 204,2                                 | Canal de Berry (7 m)                                                                                              | Canal de Berry (7 m)                                                                                              |
| Bahnhof | 204,7 204,9                           | Vierzon-Forges (Keilbahnhof)                                                                                      | 104 m |
| Abzweig geradeaus und nach rechts |                                       | Bahnstrecke Orléans–Montauban nach Montauban                                                                      | Bahnstrecke Orléans–Montauban nach Montauban                                                                      |
| Bahnhof | 211,0                                 | Foëcy | 116 m |
| Brücke | 213,1                                 | A 71 (40 m) | A 71 (40 m) |
| Bahnhof | 216,3                                 | Mehun-sur-Yèvre                                                                                                   | 120 m |
| Bahnhof | 223,9                                 | Marmagne | 121 m |
| |                                       | | |
| Abzweig geradeaus, nach rechts und von rechts | 225,6                                 | Abzw. Pont-Vert (auch Abzw. Marmagne) Bahnstrecke Bourges–Miécaze von/n. Montluçon                                | Abzw. Pont-Vert (auch Abzw. Marmagne) Bahnstrecke Bourges–Miécaze von/n. Montluçon                                |
| |                                       | | |
| Brücke über Wasserlauf | 226,7                                 | Canal de Berry (7 m)                                                                                              | Canal de Berry (7 m)                                                                                              |
| Brücke über Wasserlauf | 227,2                                 | Yèvre (30 m) | Yèvre (30 m) |
| Bahnübergang | ~231,9                                | D 2076 (ehem. RN 76 und RN 144)                                                                                   | D 2076 (ehem. RN 76 und RN 144)                                                                                   |
| |                                       | | |
| U-Bahn-Strecke quer · U-Bahn-Strecke von rechts · Abzweig geradeaus und von links | 232,3                                 | SE nach Saint-Amand-Montrond (Meterspur) und Bahnstrecke Auxy-Juranville–Bourges von Auxy-Juranville              | SE nach Saint-Amand-Montrond (Meterspur) und Bahnstrecke Auxy-Juranville–Bourges von Auxy-Juranville              |
| |                                       | | |
| U-Bahn-Kopfbahnhof Streckenende · Bahnhof | 232,8                                 | Bourges | 130 m |
| Strecke mit Straßenbrücke | ~233,3                                | RN 151 | RN 151 |
| ehemaliger Bahnübergang | ~233,5                                | ehem. RN 140 und RN 151 (heute Fußgängerpassarelle)                                                               | ehem. RN 140 und RN 151 (heute Fußgängerpassarelle)                                                               |
| Abzweig geradeaus, ehemals nach links und ehemals nach rechts |                                       | mehrere Werksanschlüsse                                                                                           | mehrere Werksanschlüsse                                                                                           |
| | 236,1                                 | Stromsystemtrennung 1,5 kV = / 25 kV – 50 Hz ~                                                                    | Stromsystemtrennung 1,5 kV = / 25 kV – 50 Hz ~                                                                    |
| Bahnhof | 239,7                                 | Saint-Germain-du-Puy (Keilbahnhof)                                                                                | 139 m |
| Abzweig geradeaus und nach links |                                       | Bahnstrecke St-Germain–Cosne-Cours-s-L. n. Cosne                                                                  | Bahnstrecke St-Germain–Cosne-Cours-s-L. n. Cosne                                                                  |
| Dienststation / Betriebs- oder Güterbahnhof | 242,8                                 | Moulins-sur-Yèvre                                                                                                 | 140 m |
| Abzweig geradeaus und nach links |                                       | Gleisanschl. Landwirtschaftl. Betrieb                                                                             | Gleisanschl. Landwirtschaftl. Betrieb                                                                             |
| Brücke über Wasserlauf | 245,1                                 | Yèvre (15 m) | Yèvre (15 m) |
| Abzweig geradeaus und von links | 249,8                                 | Flugfeld Avord | Flugfeld Avord |
| ehemaliger Bahnhof | 249,0                                 | Savigny-en-Septaine                                                                                               | 149 m |
| Bahnhof | 254,7                                 | Avord | 171 m |
| Abzweig geradeaus und nach rechts | ~257,9                                | Gleisanschl. Landwirtschaftl. Betrieb Epis                                                                        | Gleisanschl. Landwirtschaftl. Betrieb Epis                                                                        |
| Bahnübergang | ~260,8                                | D 976 (ehem. RN 76)                                                                                               | D 976 (ehem. RN 76)                                                                                               |
| Bahnhof | 263,1                                 | Bengy | 186 m |
| Bahnübergang | ~267,4                                | D 976 (ehem. RN 76)                                                                                               | D 976 (ehem. RN 76)                                                                                               |
| Bahnhof | 268,9                                 | Nérondes | 198 m |
| Abzweig geradeaus und nach rechts |                                       | Gleisanschl. Landwirtschaftl. Betrieb                                                                             | Gleisanschl. Landwirtschaftl. Betrieb                                                                             |
| ehemaliger Haltepunkt / Haltestelle | 273,0                                 | Tendron | 216 m |
| Tunnel | 273,3                                 | Tunnel du Boubard (590 m)                                                                                         | Tunnel du Boubard (590 m)                                                                                         |
| Brücke über Wasserlauf | 280,7                                 | Aubois (12 m) | Aubois (12 m) |
| Brücke über Wasserlauf | 280,8                                 | Canal de Berry (8 m)                                                                                              | Canal de Berry (8 m)                                                                                              |
| Strecke mit Straßenbrücke | ~281,1                                | D 920 (ehem. RN 720)                                                                                              | D 920 (ehem. RN 720)                                                                                              |
| |                                       | | |
| U-Bahn-Strecke quer · U-Bahn-Haltepunkt / Haltestelle Streckenende und quer · Bahnhof | 281,4                                 | La Guerche-sur-l’Aubois und SE nach Saint-Amand-Montrond (Meterspur)                                              | 190 m |
| |                                       | | |
| |                                       | | |
| Strecke quer · Kreuzung geradeaus oben · Abzweig geradeaus und nach rechts |                                       | Werksanschl. Massey                                                                                               | Werksanschl. Massey                                                                                               |
| |                                       | | |
| Strecke nach links · Strecke quer | 282,0                                 | Bahnstrecke La Guerche-sur-l’Aubois–Marseille-lès-Aubigny nach Marseilles-lès-Aubigny und Argent-sur-Sauldre (SE) | Bahnstrecke La Guerche-sur-l’Aubois–Marseille-lès-Aubigny nach Marseilles-lès-Aubigny und Argent-sur-Sauldre (SE) |
| |                                       | | |
| ehemaliger Bahnhof | 290,3                                 | Le Guétin | 181 m |
| Brücke über Wasserlauf | ~290,6                                | Canal latéral à la Loire                                                                                          | Canal latéral à la Loire                                                                                          |
| Grenze auf Brücke über Wasserlauf | 291,0                                 | Allier (Viaduc du Guétin, 332 m); Département Cher / Nièvre                                                       | Allier (Viaduc du Guétin, 332 m); Département Cher / Nièvre                                                       |
| Abzweig geradeaus, nach links und von links |                                       | Bahnstrecke Moret-Veneux-les-Sablons–Lyon-Perrache                                                                | Bahnstrecke Moret-Veneux-les-Sablons–Lyon-Perrache                                                                |
| Bahnhof | 291,8                                 | Saincaize | 182 m |
| Strecke |                                       | Bahnstrecke Moret-Veneux-les-Sablons–Lyon-Perrache n. Lyon                                                        | Bahnstrecke Moret-Veneux-les-Sablons–Lyon-Perrache n. Lyon                                                        |

Die Bahnstrecke Vierzon–Saincaize ist eine doppelgleisige, mit zwei unterschiedlichen Spannungen elektrifizierte Bahnstrecke in Frankreich. Sie ging zwischen 1847 und 1850 in Betrieb und bildet noch heute eine wichtige West-Ost-Verbindung zwischen dem Loiretal und der Bourgogne.

## Geschichte

### Eröffnung

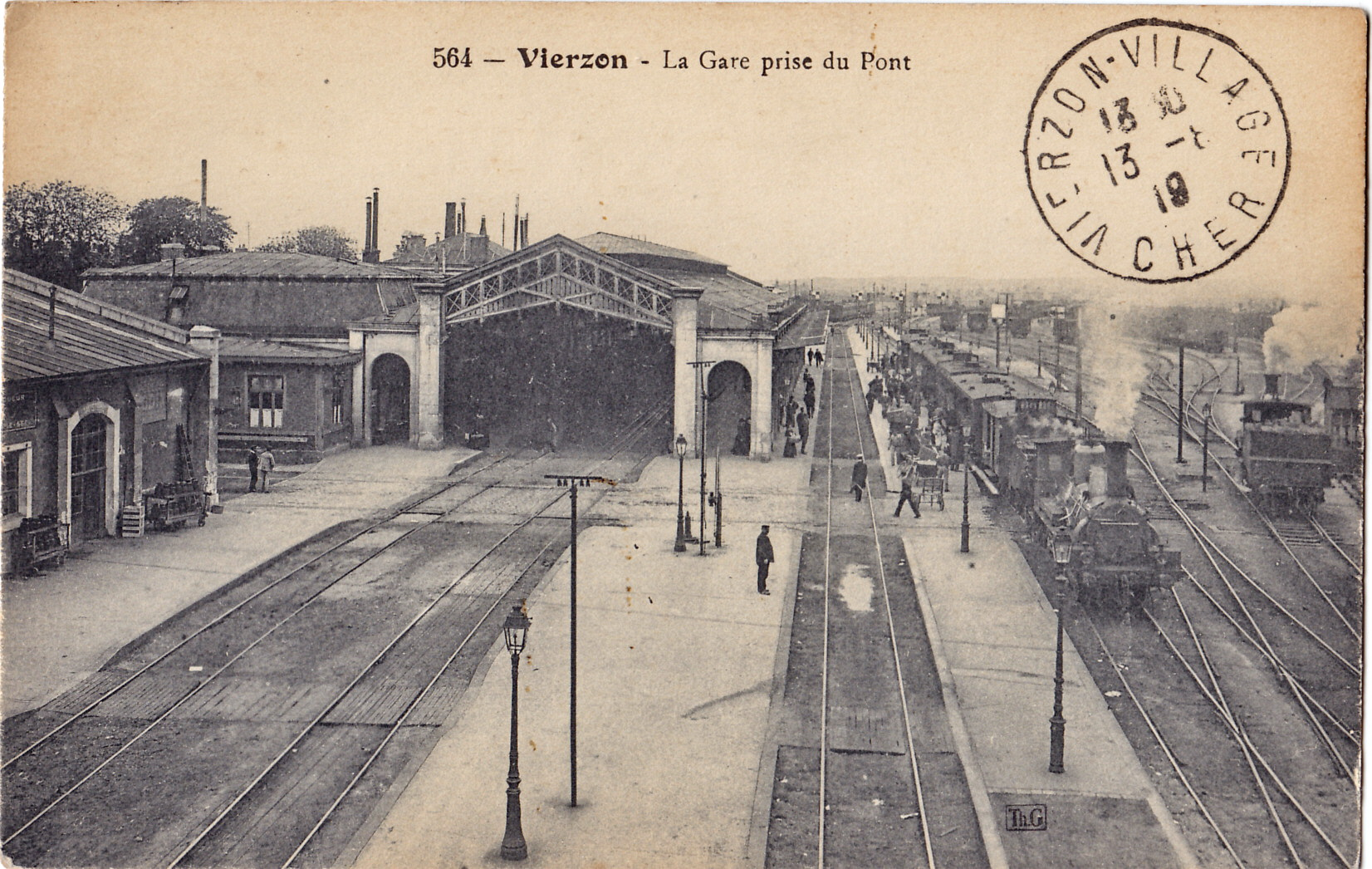
Gleisknoten Vierzon, Gleise gen Tours und Orléans, 1919.

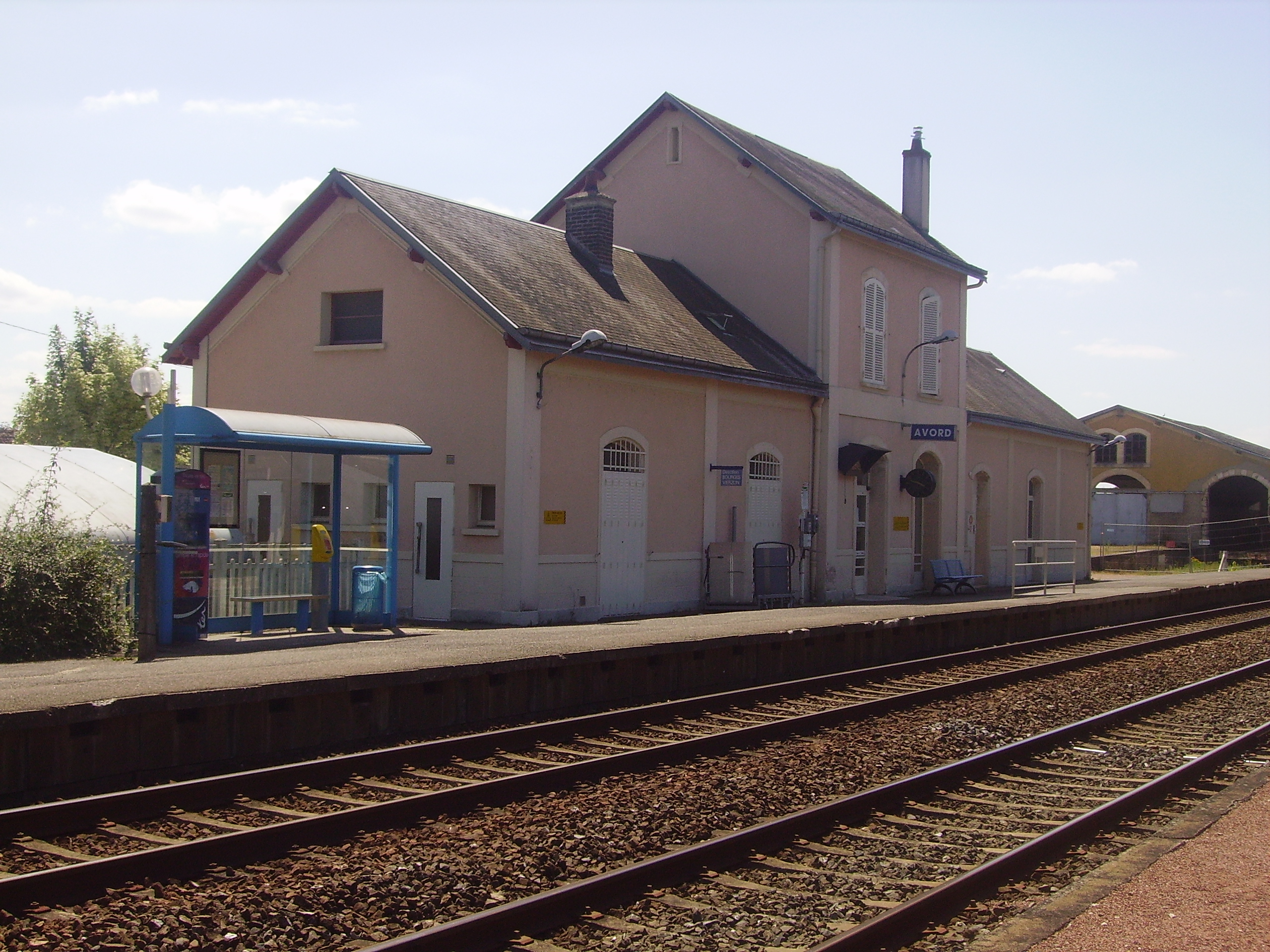
Typischer Bahnhofseinheitsbau in Avord, Blickrichtung Bourges, Juli 2010.

Seit 1842 bestanden Bestrebungen, eine Bahnstrecke von Orléans nach Bourges zu bauen, und sie wurde am 11. Juni 1842 für öffentlich wichtig erklärt. Es fand sich eine Konzessionsgemeinschaft um den Genfer Bankier François Bartholoni (1796–1881), die ab 1844 die Compagnie du chemin de fer du Centre bilden sollte. Die Gesellschaft hatte aber nur bis Ende März 1852 Bestand und wurde zusammen mit der 40-jährige Konzession von der Compagnie du chemin de fer de Paris à Orléans übernommen. Die Verkündung für öffentliches Interesse für den Abschnitt Bourges–Le Guétin wurde am 26. Juli 1844 und für den Teil Le Guétin–Saincaize am 21. Juni 1846 erklärt.
Die Strecke wurde in drei Abschnitten erbaut. Der erste, 28,2 km lange Abschnitt Vierzon–Bourges wurde am 20. Juli 1847 für den Verkehr freigegeben, Bourges–Nérondes mit einer Länge von 36,1 km folgte am 20. Mai 1849 und am 5. Oktober 1850 der letzten 22,9 km bis Saincaize-Ouest. Die nördliche Verbindungskurve in Richtung Nevers folgte am 15. Mai 1853, alles sofort doppelgleisig.

### Infrastruktur
Es findet sowohl Güter- als auch Personenverkehr statt.
Die Elektrifizierung der Strecke orientiert sich an den beiden Nord-Süd-gerichteten Strecken Paris–Toulouse in Vierzon und Paris–Lyon in Saincaize, die mit unterschiedlichen Spannungen ausgestattet sind. Zunächst wurde ab dem 26. September 1997 der westliche Abschnitt Vierzon–Bourges mit 1,5 kV elektrifiziert, ab 15. November 2011 dann auch Bourges–Saincaize mit 25 kV 50 Hz elektrifiziert.
Heute verkehren auf der Strecke als höchste Zuggattung Intercités des SNCF Est-Centre mit der Destination Nantes–Lyon und Paris–Bourges mit Halt in Vierzon und Bourges. Die Strecke ist somit Teil der einzigen Intercités-Ost-West-Querung zwischen Paris und dem Mittelmeer. Ferner verkehren Regionalzüge der TER Centre-Val de Loire (Linie 34) mit neun weiteren Halten.

## Übergänge
An drei Stationen gab es Übergänge zu Meterspur-geführten anderen Bahngesellschaften. In Vierzon verkehrte die Tramways de l’Indre bis 1937 ins 57 km entfernte Issoudun sowie nach Saint-Satur über Sancerre, in Bourges gab es die Chemin de fer économique de Bourges über Dun-sur-Auron und Laugère (Provinz Berry) nach Saint-Amand-Montrond, die bis 1951 fuhr und in La Guerche-sur-l’Aubois ebenfalls nach St.-Amand, allerdings durch die Société générale des chemins de fer économiques. In La Guerche begann außerdem die 97 km lange Strecke nach Argent-sur-Sauldre. Sie wurde 1906/1907 in Betrieb genommen und 1948 wieder geschlossen. Der 17 km lange Teil bis Marseilles-lès-Aubigny sowie ein ca. 1 km langes Anschlussstück bis zum Hafen am Canal latéral à la Loire jedoch auf 1432-mm-Normalspur umgerüstet und 1956 wiedereröffnet.